# Музей Рижского гетто
Музей Рижского гетто — один из самых новых музеев Риги; был открыт 21 сентября 2010 года в присутствии руководителей Рижской думы — мэра Нила Ушакова и вице-мэра Айнара Шлесерса, министра культуры Латвии Интса Далдериса и многих других высокопоставленных лиц. Музей располагается по адресу ул. Ластадияс 14а, вход со стороны набережной и с угла Ластадияс и Вилхелма Пурвиша.

## Цели и задачи музея
Основная цель недавно созданного и открывшегося музея — популяризировать историю еврейской диаспоры Латвии начиная с периода средневековья и заканчивая современным периодом и сделать более доступной информацию о катастрофических масштабах Холокоста на территории Латвии в период нацистской оккупации. Экспозиция музея располагается под открытым небом на территории одного из рижских красных амбаров, находящемся на углу улицы Вилхелмса Пурвиша и набережной Генерала Радзиня. В 1860—1880-е годы складские помещения из красного кирпича были построены известными прибалтийско-немецкими архитекторами; они сформировали обширную прибрежную торговую факторию, которая использовалась как транспортировочно-перевалочная база для привозимых товаров. В период нацистской оккупации красные амбары функционировали в качестве рабочих помещений люфтваффе — в одном из них работал латвийский праведник мира профессиональный докер Жанис Липке, проживавший на острове Кипсала и спасший 56 человек. В настоящее время этот красный амбар находится в состоянии запустения, однако существуют проекты по его реконструкции и благоустройству с целью размещения в нём другой части музея Рижского гетто, расширение которого планируется в ближайшем будущем.

## Композиция

### Тема гетто

Здание музея

Музей символически разделен на две равнозначные части. Слева от входа расположены выставочные стенды с изображениями урбанистических пейзажей и видов Московского форштадта, территория которого была выделена для гетто нацистской оккупационной администрацией (Генрих Лозе и Отто Дрекслер официально несут ответственность за преступления против еврейской диаспоры, поскольку их подписи стоят на документе от 21 октября 1941 года, легитимизировавшем создание Рижского гетто). На фотографиях изображены практически все дома, располагавшиеся на территории гетто — во время церемонии инаугурации музея прозвучала мысль о том, что Рижское гетто является практически единственным в Европе, которое не видоизменилось за последние 70 лет с окончания Второй Мировой войны. Важной частью экспозиции являются статистические сведения о количестве евреев, проживавших в Латвии в различных административно-территориальных единицах и населённых пунктах.

### Синагоги и молельные дома

Стена с именами жертв

Другие стенды, расположенные несколько поодаль, передают изображения практически всех молельных домов и синагог, существовавших в Латвийской республике до нацистского вторжения в конце июня-начале июля 1941 года (резекненские, лудзенские, тукумские, даугавпилсские). В их число входят изображения нескольких рижских синагог (всего в Риге до войны функционировало 14 синагог, молельные дома и ешива). Эта часть экспозиции плавно перетекает в изображения и краткие жизнеописания известных персоналий — рижан и латвийцев-евреев, прославившихся в области культуры, науки, а также в политике, педагогике и предпринимательстве, из которых можно отметить архитектора и дизайнера Пауля Мандельштама, историка и писателя Шимона Дубнова, композитора Оскара Строка, политического и религиозного деятеля Мордехая Дубина, госконтролёра Латвии Пауля Минца и многих других.

### Тема образования евреев

Информационный стенд

Примечательная та часть экспозиции, которая достаточно подробно и полно отображает картину школьного и специального образования для евреев. Фактически все школы, преподавание в которых велось на идиш и иврите, или же те учебные заведения, которые так или иначе имели отношение к культуре еврейского народа, получили отражение в музейной экспозиции. Также имеется информация о культурно-просветительском обществе «Иврия», филиал которого действовал на территории Латвии.

### Тема Холокоста в Латвии

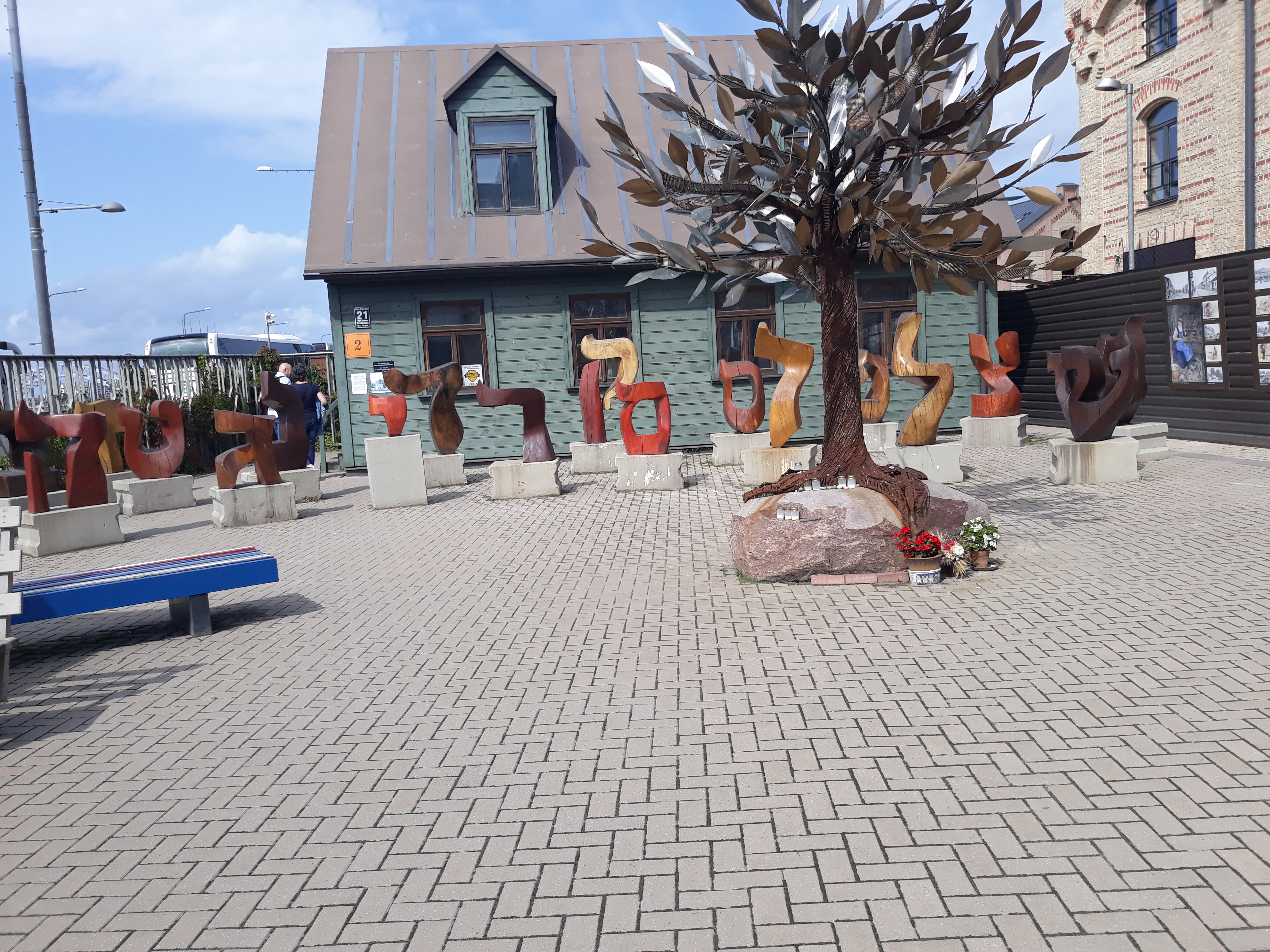
Скульптурная композиция

Вторая часть экспозиции посвящена проблематике Холокоста. В символическом плане она выполнена в виде длинного узкого прохода — слева проход обрамляют стенды с информацией и фотографиями, примыкающие к изгороди, которую опоясывает колючая проволока, а справа приводятся в ряд восстановленные в ходе многолетней кропотливой работы имена и фамилии более 70 000 человек, ставших жертвой Холокоста в республике. Значимым компонентом экспозиции является отображение крайне тенденциозной антибольшевистской и антисемитской пропаганды, свирепствовавшей в пронацистски ориентированных бумажных СМИ. Из примеров можно назвать антисемитские карикатуры на Сталина (!), а также коллективная фотография «пирующих» правителей Советской Латвии — микробиолога Августа Кирхенштейна, писателя-романиста Вилиса Лациса, первого секретаря ЦК КПЛ Яна Калнберзина и наркома внутренних дел Латвийской ССР Альфонса Новикса, которая контрастирует с фотографией истерзанных и расстрелянных тел латышей на внутреннем дворе Центральной тюрьмы Матиса. Также в экспозиции представлены изображения «евреев — сотрудников НКВД» (С. Шустина) и «евреев — инструкторов, обучающих латышского крестьянина обращаться с сельскохозяйственной техникой», а также плакаты и листовки, фотографии из гетто, снабжённые провокационными надписями и комментариями (фото из пронацистской газеты «Тевия» («Отчизна») с изображением евреев, спорящих по поводу очереди у магазина в Рижском гетто с провокационным комментарием под ней).

### Движение сопротивления в гетто
Далее экспозиция предлагает объективную историю латвийского Холокоста, начиная с первых в истории СССР актов Холокоста в Елгаве и Риге и заканчивая преступлениями нацистов и отрядов добровольческой вспомогательной полиции на закате нацистской оккупации. Экспозиция завершается портретами и краткими сведениями о спасителях евреев — Анны Альмы Поле, Жаниса Липке, а также о людях, переживших румбульский расстрел — Элле Медалье и Фриде Михельсон. Важна и та часть экспозиции, которая рассказывает о движении Сопротивления в Рижском гетто, которое скрыто существовало (велась подготовка к прорыву и восстанию, активно с помощью полицейских-евреев накапливалось оружие на специальном законспирированном складе, распространялись листовки на латышском языке) в гетто с декабря 1941 по 28 октября 1942 года. В этот день участниками сопротивления была предпринята попытка решающего прорыва, окончившаяся неудачно — в Улброке (под Ригой) десять участников подпольного движения и несколько советских военнослужащих, ехавших на грузовике в сторону расположения партизан в окрестностях Пскова, погибли в ходе ожесточённой перестрелки, попав в засаду, устроенную шуцманами. Движением сопротивления в гетто руководили коммерсант Овсей Окунь, М. Вульфович и М. Либерман (портреты представлены в экспозиции).
Также в экспозиции представлен подробный план Рижского гетто с местонахождением пункта медицинской службы, Рижского юденрата под управлением адвоката М. Эльяшева, тюрьмы «для провинившихся», а также с указанием внутренних границ между Малым гетто, Немецким (рабочим) гетто, Женским гетто.

## Цитаты из выступлений
За день до церемонии открытия музея Рижского гетто инициатор создания этого музея активист еврейской общины Латвии Менахем Баркан, сын известнейшего советского раввина Натана Баркана, дал интервью, в котором, в частности, указал, что «невозможно отделить Холокост от 450-летней истории евреев Латвии, поэтому часть экспозиции посвящена тому, что потеряли Латвия и весь мир после этой катастрофы». Он также выразил надежду, что «музей станет напоминанием о тех страшных событиях в истории Латвии, которые никогда не должны повториться, образовательным и культурным центром, источником толерантности и взаимного уважения». Схожим по тональности было выступление министра культуры Латвии музыканта Инта Далдериса (этот пост он занимал до формирования нового кабинета министров по результатам выборов 2 октября 2010 года), который заявил, что «в Рижском музее гетто можно найти более 70 тысяч имен латвийских евреев, которые стали жертвами Холокоста. Наш долг — всегда помнить об этих жертвах, чтобы будущие поколения росли с осознанием того, что человеческие ценности всегда должны быть на первом месте».

## Судьба музея
В 2020 году музей Рижского гетто и Холокоста в Латвии оказался под угрозой закрытия. Территория, где располагается музей, была передана ему Рижской думой в безвозмездную аренду на десять лет по договору, срок которого истек в октябре 2020 года. Чтобы сохранить музей, Рижская дума приняла решение о передаче в безвозмездное пользование принадлежащей самоуправлению недвижимости на время, пока общество является организацией общественного блага, или до того момента, когда собственность будет необходима для выполнения функций самоуправления, но не дольше, чем на десять лет. Однако в тексте договора есть несколько оговорок, с которыми не согласны представители музея и которые рискуют аннулировать весь договор.
Во-первых, в новом договоре указано, что самоуправление без согласия арендатора может наложить отягощения. Юристы общества подозревают, что это может означать сервитут на дорогу, которая проходит через территорию музея — соседи музея, компания Spīķeru nami, хотели бы пользоваться полосой земли шириной 4,5 метра, где находится мемориальная стена с именами жертв. Сейчас этот вопрос рассматривается в суде, потому что музей против. Во-вторых, в договоре указано, что он теряет силу, если самоуправление решит продать этот участок. В-третьих, договор потеряет силу, если этот участок земли понадобится самоуправлению.